# Wilberforce (Nouvelle-Galles du Sud)
Pour les articles homonymes, voir Wilberforce.
Wilberforce est une ville australienne située dans la zone d'administration locale de Hawkesbury en Nouvelle-Galles du Sud.

## Géographie
Wilberforce est située sur la rive gauche du Hawkesbury, au nord de Windsor et à 60 km à l'ouest du quartier d'affaires de Sydney.

## Histoire
Wilberforce est l'une des cinq « villes Macquarie », fondées en 1811 par le gouverneur Lachlan Macquarie. Elle est nommée en l'honneur de William Wilberforce.

## Démographie
La population s'élevait à 2 879 habitants en 2011 et à 3 007 habitants en 2016.

## Personnalités
- Frederick Wordsworth Ward (en), bushranger, y est né[3].
- Barnard Drummond Clarkson (1836-1909), pasteur, explorateur et homme politique, y est né.